# Pipper
Conrado Tortosa, conegut amb el pseudònim artístic de Pipper, és un actor còmic de revista. Va treballar molt sovint al Paral·lel barceloní. També ha fet cinema.

## Trajectòria professional
Revista
- 1967. Intocables y fugitivas. Estrenada al teatre Victòria de Barcelona.
- 1978. Te vas a poner morao. Estrenada al teatre Apol·lo de Barcelona.
- 1984. Hay que reir. Estrenada a El Molino, amb Eva León i Amparo Moreno.
- 1985. Vamos al Arnau. Estrenada al teatre Arnau de Barcelona.
- 1994. Quiero ser mamá, amb Tania Doris. Estrenada al teatre Apol·lo de Barcelona.
- 1996. ¡¡Vaya lío de hotel!! amb Tania Doris i Hermanos Calatrava. Estrenada al teatre Apol·lo de Barcelona.

Filmografia
- 1971. La redada. Director: José Antonio de la Loma.
- 1976. El In...moral. Director: José Canalejas.
- 1976. La nueva Marilyn. Director: José Antonio de la Loma.
- 1976. Las alegres chicas de El Molino. Director: José Antonio de la Loma.
- 1977. El pobrecito Draculín. Director: Joan Fortuny.
- 1979. Perros callejeros II. Director: José Antonio de la Loma.
- 1979. Companys, procés a Catalunya. Director: Josep Maria Forn.
- 1981. Un millón por tu historia. Director: Ignacio F. Iquino.
- 1982. Una virgen para Calígula. Director: Jaime J. Puig.
- 1982. Bacanales romanas. Director: Jaime J. Puig.
- 1982. Esas chicas tan pu.... Director: Ignacio F. Iquino.
- 1983. Los nuevos curanderos. Directora: Isabel Mulà.
- 1983. La selva está loca, loca, loca.... Director: Director: Jaime J. Puig.
- 1983. No me toques el pito que me irrito. Director: Ricard Reguant.
- 1985. Bacanales romanas. II parte. Director: Jaime J. Puig.
- 1985. Perras callejeras. Director: José Antonio de la Loma.
- 1989. Puta misèria. Director: Ventura Pons